# Т382
Т382 — украинская зенитная управляемая ракета малой дальности, разработанная киевским КБ «Луч» и выпускаемая государственной компанией «Артем».
Т382 обеспечивает перехват самолётов, вертолётов, БПЛА и крылатых ракет на высоте до 10 км и дальности до 20 км.
Входит в состав белорусско-украинского ЗРК Т38 «Стилет».

## Описание
ЗУР Т382 — двухступенчатая бикалиберная твердотопливная. Рули и крылья, находщейся в ТПК, расположены Х-образно под углом 45° к вертикальной плоскости.
Двигательная установка ракеты состоит из стартового ускорителя и маршевого двигателя.
Ракета оснащена неконтактным радиовзрывателем активного типа.

## Испытания
4 — 7 октября 2011 года на 174-м учебном полигоне ВВС и войск ПВО Вооруженных сил Беларуси в Доманово (Брестская область) было проведено пять демонстрационных боевых стрельб ЗРК Т38 «Стилет». Стрельба велась по двум скоростным малоразмерным ракетам-мишеням ИВЦ-М1 и трем уголковым отражателям. Все цели были уничтожены.

## Тактико-технические характеристики
- Калибр ЗУР: 108 мм[3]
- Длина ракеты: 3158 мм
- Длина ТПК: 3235 мм
- Масса осколочно-стержневой боевой части: 18 кг
- Стартовая масса: 116 кг
- Масса ЗУР в ТПК: 151 кг
- Максимальная перегрузка: 25 g
- Время работы стартового ускорителя: 1,5 с
- Время работы маршевого двигателя: 20 с
- Дальность поражения: 20 км
- Высота поражения: 0,025 — 10 км
- Максимальный курсовой параметр обстреливаемой цели: 10 км
- Средняя скорость ЗУР: 850 м/с
- Максимальная скорость поражаемых целей: 900 м/с
- Вероятность поражения цели одной ЗУР: 0,90